# Нікола Поповський
Нікола Поповський (мак. Никола Поповски; 24 травня 1962, Скоп'є) — македонський політик. Колишній голова Зборів і міністр фінансів. Член СДСМ.

## Освіта
Нікола Поповський закінчив економічний факультет Університету св. Кирила і Мефодія зі ступенем магістра, тема диплома — економічна основа інформаційного суспільства.

## Кар'єра
До 1986 працював у Міністерстві розвитку і в Уряді Республіки Македонії.
1986—1990 — радник міської ради Скоп'є.
З 1992 по 2003 рік був депутатом Зборів Республіки Македонії та очолював фракцію СДСМ (1998–2002), одночасно будучи членом Парламентської асамблеї Ради Європи (ПАРЄ) (1993–2002) і членом кількох комітетів ПАРЄ в Страсбурзі. У Зборах очолював парламентські комітети з питань зовнішньої політики (1992—1994), навколишнього середовища, молоді та спорту (1995—1998), фінансів і бюджету (1998—2002).
З жовтня 2002 до листопада 2003 року був головою Зборів Республіки Македонії.
З листопада 2003 по серпень 2006 року — міністр фінансів Республіки Македонії.
У 2006 році знову обраний до Зборів Республіки Македонії і працював у них до парламентських виборів у 2008 році.
З лютого 2009 року викладає в Європейському університеті в Скоп'є.

## Сім'я
Нікола Поповський одружений і має одну дитину.